# Charles de Hémard de Denonville
Charles de Hémard de Denonville (Denonville, 1493 - Le Mans, 23 de agosto de 1540) foi um cardeal do século XVII.

## Biografia
Nasceu em Denonville em 1493. Filho de Pierre Hémard, signeur de Denonville, e Jeanne Frémiere. Ele também está listado em Denonville; e seu sobrenome também está listado como Hémart.
Estudou no Collège de Le Mans , Paris, 1508, obtendo a licenciatura em utroque iure , tanto em direito canónico como em direito civil.
Secretário do Cardeal Philippe de Luxemburgo, 1515?. Obteve os benefícios das freguesias de Notre-Dame de Sanchez, Cahors, 1515; e de Dangeau, 1517. Abade comendador de Saint-Pierre en Vallée e de Saint-Nicolas d'Angers. Cânon do capítulo da catedral de Tours, 1517.
Ordenado no Domingo de Páscoa de 1518. Após a morte de seu protetor, tornou-se secretário do Cardeal Gouffier de Boissy em 1518 e pároco de Saint-Gabriel de Vignoux, Bourges; e cânone do capítulo da catedral de Coutances, 1518; mais tarde, seu arquidiácono. Protonotário apostólico, 1520. Prior de Saint-Pierre de Aubiers, Luçon), 1521. Pároco de Saint-Firmin de Asnières, 1522. Prior de Saint-Jean des Grèves, 1523. Capelão Real Ordinário, janeiro de 1526. Membro do Conselho Real do Rei Francisco I da França, 1528. Presidente do Real Departamento Eclesiástico. Datário da legação na França; ocupou o cargo mesmo após a promoção ao episcopado.
Eleito bispo de Mâcon, 22 de janeiro de 1531. Consagrado, domingo de Páscoa, 4 de abril de 1518 (nenhuma informação adicional encontrada). Ocupou várias embaixadas importantes. Nomeado embaixador francês em Roma em novembro de 1533; ocupou efetivamente o cargo de maio de 1534 a maio de 1538. Abade de Saint-Aubin de Angers a partir de 1535. Criado cardeal a pedido do rei francês.
Criado cardeal sacerdote no consistório de 22 de dezembro de 1536; recebeu o chapéu vermelho em 23 de dezembro de 1536; e o título de S. Matteo in Merulana, 15 de janeiro de 1537. Administrador da Sé de Amiens, 9 de dezembro de 1538. Viajou para Le Mans com o cardeal Jean Du Bellay; adoeceu em 17 de agosto de 1540 e faleceu naquela cidade.
Morreu em Le Mans em Segunda-feira, 23 de agosto de 1540, bem cedo. Transferido para Amiens e sepultado na sua catedral de Notre Dame. Seu coração foi enterrado na catedral de Le Mans.